# سورینام ایرویز
سورینام ایرویز (به انگلیسی: Surinam Airways) یک شرکت هواپیمایی با کد یاتا PY است که در تاریخ ۱۹۵۳ میلادی تأسیس شده و در تاریخ ۱۹۵۵ فعالیتش را آغاز کرده‌است. دفتر مرکزی سورینام ایرویز در پاراماریبو، سورینام واقع شده‌است و قطب این شرکت هواپیمایی در فرودگاه بین‌المللی یوهان ادالف پنگل قرار دارد و به ۹ مقصد، پرواز مستقیم انجام می‌دهد.

## مقصدهای پروازی
مقصدهای پروازی سورینام ایرویز به شرح زیر است (تا تاریخ مه ۲۰۱۵):
| کشور                | شهر              | فرودگاه                            | توضیحات    | منابع       |
| ------------------- | ---------------- | ---------------------------------- | ---------- | ----------- |
| آروبا               | اورنجستاد        | فرودگاه بین‌المللی کویین بیاتریکس   | —          | [ ۱ ]       |
| باربادوس            | بریج‌تاون         | فرودگاه بین‌المللی گرانتلی ادمز     | پایان‌یافته | [ ۲ ]       |
| برزیل               | بلم (شهر)        | فرودگاه بین‌المللی ول د کائس        | —          | [ ۱ ]       |
| کوراسائو            | ویلمستاد         | فرودگاه بین‌المللی هاتو             | —          | [ ۱ ]       |
| گویان فرانسه        | کاین             | فرودگاه کاین رشابوو                | —          | [ ۱ ]       |
| گویان               | جرج‌تاون          | فرودگاه بین‌المللی چدی جیگن         | —          | [ ۱ ] [ ۳ ] |
| هائیتی              | پورتو پرنس       | فرودگاه بین‌المللی توسن لوورتور     | پایان‌یافته | [ ۲ ]       |
| هلند                | آمستردام         | فرودگاه اسخیپول آمستردام           | —          | [ ۱ ]       |
| سورینام             | Avanavero        | Avanavero Airstrip                 | پایان‌یافته | [ ۴ ]       |
| سورینام             | Bakhuys          | فرودگاه تک‌بانده باخویس             | پایان‌یافته | [ ۴ ]       |
| سورینام             | Djoemoe          | فرودگاه تک‌بانده دیومو              | پایان‌یافته | [ ۴ ]       |
| سورینام             | Ladouanie        | فرودگاه تک‌بانده لادوانی            | پایان‌یافته | [ ۴ ]       |
| سورینام             | Moengo           | فردودگاه تکبانده موئنگو            | پایان‌یافته | [ ۴ ]       |
| سورینام             | Nieuw Nickerie   | فرودگاه ماژور هنری فراندز          | پایان‌یافته | [ ۴ ]       |
| سورینام             | پاراماریبو       | فرودگاه بین‌المللی یوهان ادالف پنگل | قطب        | [ ۱ ]       |
| سورینام             | پاراماریبو       | فرودگاه زورخ ان هوپ                | پایان‌یافته | [ ۵ ]       |
| سورینام             | Stoelmanseiland  | فرودگاه تک‌بانده استولمانس ایلند    | پایان‌یافته | [ ۵ ]       |
| سورینام             | Wasjabo          | Washabo Airport                    | پایان‌یافته | [ ۵ ]       |
| ترینیداد و توباگو   | پرت آو اسپاین    | فرودگاه بین‌المللی پیارکو           | —          | [ ۱ ]       |
| ایالات متحده آمریکا | میامی، فلوریدا   | فرودگاه بین‌المللی میامی            | —          | [ ۱ ]       |
| ایالات متحده آمریکا | اورلندو، فلوریدا | فرودگاه بین‌المللی اورلندو سنفورد   | فصلی       | [ ۶ ]       |